# Aribo da Áustria
Aribo (ou Arbo, 850 – depois de 909) foi um margrave (comes terminalis, "conde de fronteira") da carolíngia Marca da Panônia, de 871 até a sua morte. Ele é conhecido como um dos progenitores da dinastia Aribonida.

## Biografia
Em sua época, a marca da Panônia, também chamada de marcha orientalis, correspondia a uma parte frontal ao longo do rio Danúbio, desde o rio Traungau da Baviera até Szombathely (Savaria) e o rio Rába, incluindo a Bacia de Viena. Aribo foi originalmente nomeado pelo rei franco do Oriente Luís o Germânico para suceder os irmãos Guilherminos William e Engelschalk I, depois que eles morreram em campanha contra as forças do reino da Grande Morávia. Isso tem sido usado para apoiar a hipótese de que ele era um cunhado dos dois margraves. 
Aribo manteve a paz com o príncipe Svatopluk da Morávia e esta paz mostrou-se proveitosa quando, em 882, os filhos dos falecidos ingleses Engelschalk I e William, liderados por Engelschalk II, se rebelaram contra ele, reivindicando seus direitos à marca. O imperador carolíngio Carlos, o Gordo, confirmou a posição de Aribo e Engelschalk II voltou-se para Arnulfo da Caríntia, vizinho de terras ao sul das de Aribo, em busca de apoio. Svatopluk, no entanto, entrou na Guerra dos Guilherminos ao lado de Aribo e do imperador. Em 884, a paz retornou à marca.
A força de Aribo se mostrou quando ele não pôde ser destituído por Arnulfo quando este último sucedeu o rei da Francia Oriental em 887. Em 893, Arnulfo nomeou Engelschalk II para uma porção da marca da Panônia, passando por cima da posição de Aribo. Aribo nunca se reconciliou com Arnulfo depois da Guerra dos Guilherminos e seus contatos com os Morávios foram mantidos em segredo. Após sua queda, seu filho Isanrich conseguiu apoio da Morávia contra Arnulfo. Por volta de 905, o Margrave Aribo emitiu um código aduaneiro relativo ao comércio ao longo do rio Danúbio em Raffelstetten. Ele sobreviveu à desastrosa Batalha de Pressburg, quando a maior parte de seu território foi perdido. Ele é documentado pela última vez em um ato de 909, quando ele e o arcebispo Pilgrim de Salzburgo foram empossados com a Abadia de Altmünster pelo Rei Luís, a Criança.

## Morte e posteridade
Aribo supostamente morreu em uma caçada aos Bisonte-europeus. Seus descendentes ascenderam às dinastias bávaras mais poderosas. Eles ocuparam o Arcebispado de Salzburgo e serviram um conde palatino bávaro no século X, mas eventualmente foram expulsos do poder no Ducado da Baviera pelos Leopoldinos.
- Este artigo foi inicialmente traduzido, total ou parcialmente, do artigo da Wikipédia em inglês cujo título é «Aribo of Austria», especificamente desta versão.